# Beverly Bayne
Beverly Bayne (11 de noviembre de 1894-18 de agosto de 1982) fue una actriz estadounidense de la época del cine mudo.

## Biografía
Su verdadero nombre era Pearl Beverly Bain, y nació en Minneapolis, Minnesota. También vivió en Filadelfia, Pensilvania, antes de asentarse en Chicago. Cuando tenía dieciséis años fue a conocer los Essanay Studios movida por la curiosidad. Le dijeron que tenía «cara de cámara» y empezó a trabajar para ellos por 35 dólares semanales, que pronto se incrementaron a 75. A los pocos años ya ganaba 350. 
Sus primeros filmes fueron The Rivals y The Loan Shark, ambos en 1912. Bajo contrato con Essanay estaba también en esa época Gloria Swanson. Se decía que Swanson lloraba por tener los ojos azules en vez de oscuros, como los de Bayne. El motivo es que la fotografía de aquel entonces favorecía los ojos oscuros. Otros actores del estudio eran Wallace Beery, Charlie Chaplin y Francis X. Bushman. Bushman quiso que Bayne trabajara con él como primera actriz y pronto hicieron un dúo romántico actuando en veinticuatro películas. El primer título de la pareja fue Pennington's Choice (1915), y en 1917 rodaron Romeo and Juliet, con muy buena recaudación. Finalmente Bushman y Bayne se casaron en 1918.
Posteriormente Bayne y Bushman dejaron Essanay para trabajar para Metro-Goldwyn-Mayer. En 1920 la pareja protagonizó con éxito la obra The Master Thief. Más adelante trabajaron en el vodevil y como artistas invitados en obras teatrales dramáticas. Finalmente sus carreras se separaron y el matrimonio se divorció en 1924. Tras ello, la carrera de Bayne entró en declive. 
Su última película muda fue Passionate Youth, en 1925. Incapaz de volver al cine, trabajó en producciones teatrales y en Broadway en las décadas de 1930 y 1940. En los inicios de la década de 1940 trabajó también en la radio. Aparte de todo ello, durante la Segunda Guerra Mundial trabajó con intensidad con el British War Relief.
En 1948 Bayne rodó su única película sonora y último film, The Naked City, protagonizada por Barry Fitzgerald y Howard Duff. 
Beverly Bayne se retiró totalmente del mundo del espectáculo en 1950, viviendo en Scottsdale (Arizona), población en la que falleció en 1982 a causa de un infarto agudo de miocardio. Tenía 87 años de edad. Fue enterrada en el cementerio Paradise Memorial Gardens de Scottsdale.
Posee una estrella en el paseo de la fama de Hollywood. 